# 烏斯沃亞湖
55°59′31″N 29°43′17″E / 55.99194°N 29.72139°E
烏斯沃亞湖（俄语：Усвоя），是俄羅斯的湖泊，位於該國西北部，由普斯科夫州負責管轄，處於涅韋爾區，面積9.32平方公里，集水區面積85.6平方公里，平均水深3.2米，最大水深5.6米。